# Società Sportiva Lazio nelle competizioni internazionali
La Società Sportiva Lazio conta 46 partecipazioni alle coppe europee, di cui 33 in competizioni UEFA, settima squadra italiana per numero di partecipazioni in quest'ultime, mentre risulta essere la trentatreesima società europea per numero di vittorie nelle competizioni continentali (2) e più specificatamente la ventiseiesima per numero di vittorie in competizioni riconosciute dalla UEFA (2). Il Palmarès del club capitolino in ambito internazionale è composto, oltre che da una Coppa delle Alpi vinta nel 1971 contro gli svizzeri del Basilea, da una Coppa delle Coppe UEFA ed una Supercoppa UEFA, conquistate rispettivamente contro gli spagnoli del Real Mallorca e gli inglesi del Manchester United nel 1999. Come componente della selezione italiana ha invece contribuito alla vittoria di una Coppa delle Alpi e di una Coppa dell'Amicizia, vinte rispettivamente nel 1961 e nel 1960.

## Competizioni
Di seguito sono riportate le partite internazionali della Società Sportiva Lazio suddivise per competizione.

### Coppa dei Campioni/UEFA Champions League

#### 1999-00
| Turno                        | Data              | Partita                     | Risultato | Marcatori                                              | Spettatori  |
| ---------------------------- | ----------------- | --------------------------- | --------- | ------------------------------------------------------ | ----------- |
| 1ª fase a gironi 1ª giornata | 14 settembre 1999 | Bayer Leverkusen - Lazio    | 1-1       | Mihajlović                                             | 42.500 c.a. |
| 1ª fase a gironi 2ª giornata | 22 settembre 1999 | Lazio - Dinamo Kiev         | 2-1       | Salas, Negro                                           | 37.348      |
| 1ª fase a gironi 3ª giornata | 29 settembre 1999 | Lazio - Maribor             | 4-0       | S. Inzaghi, S. Conceição, Salas, Salas                 | 34.521      |
| 1ª fase a gironi 4ª giornata | 19 ottobre 1999   | Maribor - Lazio             | 0-4       | Mihajlović, S. Inzaghi, D. Stanković, S. Inzaghi       | 9.156       |
| 1ª fase a gironi 5ª giornata | 27 ottobre 1999   | Lazio - Bayer Leverkusen    | 1-1       | Nedvěd                                                 | 30.627      |
| 1ª fase a gironi 6ª giornata | 2 novembre 1999   | Dinamo Kiev - Lazio         | 0-1       | Mamedov (aut)                                          | 67.800 c.a. |
| 2ª fase a gironi 1ª giornata | 24 novembre 1999  | Olympique Marsiglia - Lazio | 0-2       | D. Stanković, S. Conceição                             | 42.216      |
| 2ª fase a gironi 2ª giornata | 7 dicembre 1999   | Lazio - Chelsea             | 0-0       |                                                        | 38.662      |
| 2ª fase a gironi 3ª giornata | 29 febbraio 2000  | Lazio - Feyenoord           | 1-2       | Verón                                                  | 30.000 c.a. |
| 2ª fase a gironi 4ª giornata | 8 marzo 2000      | Feyenoord - Lazio           | 0-0       |                                                        | 45.000 c.a. |
| 2ª fase a gironi 5ª giornata | 14 marzo 2000     | Lazio - Olympique Marsiglia | 5-1       | S. Inzaghi, S. Inzaghi, S. Inzaghi, S. Inzaghi, Bokšić | 28.946      |
| 2ª fase a gironi 6ª giornata | 22 marzo 2000     | Chelsea - Lazio             | 1-2       | S. Inzaghi, Mihajlović                                 | 34.260      |
| Quarti di finale Andata      | 5 aprile 2000     | Valencia - Lazio            | 5-2       | S. Inzaghi, Salas                                      | 41.800      |
| Quarti di finale Ritorno     | 18 aprile 2000    | Lazio - Valencia            | 1-0       | Verón                                                  | 53.135      |

#### 2000-01
| Turno                        | Data              | Partita              | Risultato | Marcatori                                    | Spettatori |
| ---------------------------- | ----------------- | -------------------- | --------- | -------------------------------------------- | ---------- |
| 1ª fase a gironi 1ª giornata | 12 settembre 2000 | Šachtar - Lazio      | 0-3       | C. López, Nedvěd, S. Inzaghi                 | 30.000     |
| 1ª fase a gironi 2ª giornata | 20 settembre 2000 | Lazio - Sparta Praga | 3-0       | S. Inzaghi, Simeone, S. Inzaghi              | 45.100     |
| 1ª fase a gironi 3ª giornata | 27 settembre 2000 | Arsenal - Lazio      | 2-0       |                                              | 34.521     |
| 1ª fase a gironi 4ª giornata | 17 ottobre 2000   | Lazio - Arsenal      | 1-1       | Nedvěd                                       | 40.151     |
| 1ª fase a gironi 5ª giornata | 25 ottobre 2000   | Lazio - Šachtar      | 5-1       | C. López, Favalli, Verón, C. López, C. López | 14.746     |
| 1ª fase a gironi 6ª giornata | 24 ottobre 2000   | Sparta Praga - Lazio | 0-1       | Ravanelli                                    | 20.000     |
| 2ª fase a gironi 1ª giornata | 22 novembre 2000  | Anderlecht - Lazio   | 1-0       |                                              | 21.613     |
| 2ª fase a gironi 2ª giornata | 5 dicembre 2000   | Lazio - Leeds Utd    | 0-1       |                                              | 26.503     |
| 2ª fase a gironi 3ª giornata | 13 febbraio 2001  | Real Madrid - Lazio  | 3-2       | Crespo, Gottardi                             | 75.000     |
| 2ª fase a gironi 4ª giornata | 21 febbraio 2001  | Lazio - Real Madrid  | 2-2       | Nedvěd, Crespo                               | 50.223     |
| 2ª fase a gironi 5ª giornata | 6 marzo 2001      | Lazio - Anderlecht   | 2-1       | C. López, Baronio                            | 8.368      |
| 2ª fase a gironi 6ª giornata | 14 marzo 2001     | Leeds Utd - Lazio    | 3-3       | Ravanelli, Mihajlović, Mihajlović            | 36.600     |

#### 2001-02
| Turno                        | Data              | Partita             | Risultato | Marcatori                       | Spettatori |
| ---------------------------- | ----------------- | ------------------- | --------- | ------------------------------- | ---------- |
| 3º turno preliminare Andata  | 8 agosto 2001     | Copenaghen - Lazio  | 2-1       | Crespo                          | 37.516     |
| 3º turno preliminare Ritorno | 21 agosto 2001    | Lazio - Copenaghen  | 4-1       | Crespo, Crespo, C. López, Fiore | 37.133     |
| Fase a gironi 1ª giornata    | 11 settembre 2001 | Galatasaray - Lazio | 1-0       |                                 | 30.000     |
| Fase a gironi 2ª giornata    | 19 settembre 2001 | Lazio - Nantes      | 1-3       | F. Couto                        | 18.248     |
| Fase a gironi 3ª giornata    | 26 settembre 2001 | PSV - Lazio         | 1-0       |                                 | 30.000     |
| Fase a gironi 4ª giornata    | 16 ottobre 2001   | Lazio - PSV         | 2-1       | Fiore, C. López (rig)           | 18.417     |
| Fase a gironi 5ª giornata    | 24 ottobre 2001   | Lazio - Galatasaray | 1-0       | D. Stanković                    | 20.363     |
| Fase a gironi 6ª giornata    | 30 ottobre 2001   | Nantes - Lazio      | 1-0       |                                 | 35.000     |

#### 2003-04
| Turno                        | Data              | Partita              | Risultato | Marcatori                    | Spettatori |
| ---------------------------- | ----------------- | -------------------- | --------- | ---------------------------- | ---------- |
| 3º turno preliminare Andata  | 13 agosto 2003    | Lazio - Benfica      | 3-1       | Corradi, Fiore, Mihajlović   | 57.996     |
| 3º turno preliminare Ritorno | 27 agosto 2003    | Benfica - Lazio      | 0-1       | César                        | 19.582     |
| Fase a gironi 1ª giornata    | 16 settembre 2003 | Beşiktaş - Lazio     | 0-2       | Stam, Fiore                  | 25.000     |
| Fase a gironi 2ª giornata    | 1º ottobre 2003   | Lazio - Sparta Praga | 2-2       | S. Inzaghi, S. Inzaghi (rig) | 30.000     |
| Fase a gironi 3ª giornata    | 22 ottobre 2003   | Chelsea - Lazio      | 2-1       | S. Inzaghi                   | 40.405     |
| Fase a gironi 4ª giornata    | 4 novembre 2003   | Lazio - Chelsea      | 0-4       |                              | 50.000     |
| Fase a gironi 5ª giornata    | 26 novembre 2003  | Lazio - Beşiktaş     | 1-1       | Muzzi                        | 49.000     |
| Fase a gironi 6ª giornata    | 9 dicembre 2003   | Sparta Praga - Lazio | 1-0       |                              | 20.000     |

#### 2007-08
| Turno                        | Data              | Partita                 | Risultato | Marcatori                    | Spettatori     |
| ---------------------------- | ----------------- | ----------------------- | --------- | ---------------------------- | -------------- |
| 3º turno preliminare Andata  | 14 agosto 2007    | Lazio - Dinamo Bucarest | 1-1       | Mutarelli                    | 35.172         |
| 3º turno preliminare Ritorno | 28 agosto 2007    | Dinamo Bucarest - Lazio | 1-3       | Rocchi, Rocchi (rig), Pandev | 48.000         |
| Fase a gironi 1ª giornata    | 18 settembre 2007 | Olympiacos - Lazio      | 1-1       | Zauri                        | A porte chiuse |
| Fase a gironi 2ª giornata    | 3 ottobre 2007    | Lazio - Real Madrid     | 2-2       | Pandev, Pandev               | 52.400         |
| Fase a gironi 3ª giornata    | 24 ottobre 2007   | Werder Brema - Lazio    | 2-1       | C. Manfredini                | 36.587         |
| Fase a gironi 4ª giornata    | 6 novembre 2007   | Lazio - Werder Brema    | 2-1       | Rocchi, Rocchi               | 30.000         |
| Fase a gironi 5ª giornata    | 28 novembre 2007  | Lazio - Olympiacos      | 1-2       | Pandev                       | 50.000         |
| Fase a gironi 6ª giornata    | 11 dicembre 2007  | Real Madrid - Lazio     | 3-1       | Pandev                       | 79.000         |

#### 2015-16
| Turno                        | Data           | Partita                  | Risultato | Marcatori   | Spettatori |
| ---------------------------- | -------------- | ------------------------ | --------- | ----------- | ---------- |
| Play-off preliminare Andata  | 18 agosto 2015 | Lazio - Bayer Leverkusen | 1-0       | Keita Baldé | 38.917     |
| Play-off preliminare Ritorno | 26 agosto 2015 | Bayer Leverkusen - Lazio | 3-0       |             | 28.222     |

#### 2020-21
| Turno                        | Data             | Partita                       | Risultato | Marcatori                         | Spettatori |
| ---------------------------- | ---------------- | ----------------------------- | --------- | --------------------------------- | ---------- |
| 1ª fase a gironi 1ª giornata | 20 ottobre 2020  | Lazio - Borussia Dortmund     | 3-1       | Immobile, Hitz (aut.), Akpa Akpro | 1.000      |
| 1ª fase a gironi 2ª giornata | 28 ottobre 2020  | Club Bruges - Lazio           | 1-1       | Correa                            | 0          |
| 1ª fase a gironi 3ª giornata | 4 novembre 2020  | Zenit San Pietroburgo - Lazio | 1-1       | Caicedo                           | 20.400     |
| 1ª fase a gironi 4ª giornata | 24 novembre 2020 | Lazio - Zenit San Pietroburgo | 3-1       | Immobile, Parolo, Immobile        | 0          |
| 1ª fase a gironi 5ª giornata | 2 dicembre 2020  | Borussia Dortmund - Lazio     | 1-1       | Immobile                          | 0          |
| 1ª fase a gironi 6ª giornata | 8 dicembre 2020  | Lazio - Club Bruges           | 2-2       | Correa, Immobile                  | 0          |
| Ottavi di finale Andata      | 23 febbraio 2021 | Lazio - Bayern Monaco         | 1-4       | Correa                            | 0          |
| Ottavi di finale Ritorno     | 17 marzo 2021    | Bayern Monaco - Lazio         | 2-1       | Parolo                            | 0          |

#### 2023-24
| Turno                        | Data              | Partita                 | Risultato | Marcatori          | Spettatori |
| ---------------------------- | ----------------- | ----------------------- | --------- | ------------------ | ---------- |
| 1ª fase a gironi 1ª giornata | 19 settembre 2023 | Lazio - Atlético Madrid | 1-1       | Provedel           | 46.168     |
| 1ª fase a gironi 2ª giornata | 4 ottobre 2023    | Celtic - Lazio          | 1-2       | Vecino, Pedro      | 56.063     |
| 1ª fase a gironi 3ª giornata | 25 ottobre 2023   | Feyenoord - Lazio       | 3-1       | Pedro              | 44.031     |
| 1ª fase a gironi 4ª giornata | 7 novembre 2023   | Lazio - Feyenoord       | 1-0       | Immobile           | 36.612     |
| 1ª fase a gironi 5ª giornata | 28 novembre 2023  | Lazio - Celtic          | 2-0       | Immobile, Immobile | 50.555     |
| 1ª fase a gironi 6ª giornata | 13 dicembre 2023  | Atlético Madrid - Lazio | 2-0       |                    | 63.574     |
| Ottavi di finale Andata      | 14 febbraio 2024  | Lazio - Bayern Monaco   | 1-0       | Immobile (rig)     | 57.470     |
| Ottavi di finale Ritorno     | 5 marzo 2024      | Bayern Monaco - Lazio   | 3-0       |                    | 75.000     |

### Coppa delle Coppe UEFA

#### 1998-99
| Turno                        | Data              | Partita                 | Risultato | Marcatori                                       | Spettatori |
| ---------------------------- | ----------------- | ----------------------- | --------- | ----------------------------------------------- | ---------- |
| Sedicesimi di finale Andata  | 17 settembre 1998 | Lazio - Losanna         | 1-1       | Nedvěd                                          | 22.659     |
| Sedicesimi di finale Ritorno | 1º ottobre 1998   | Losanna - Lazio         | 2-2       | Salas, S. Conceição                             | 12.500     |
| Ottavi di finale Andata      | 22 ottobre 1998   | Lazio - Partizan        | 0-0       |                                                 | 24.966     |
| Ottavi di finale Ritorno     | 5 novembre 1998   | Partizan - Lazio        | 2-3       | Salas, D. Stanković, Salas                      | 32.000     |
| Quarti di finale Andata      | 4 marzo 1999      | Paniōnios - Lazio       | 0-4       | D. Stanković, Gazis (aut), D. Stanković, Nedvěd | 10.175     |
| Quarti di finale Ritorno     | 18 marzo 1999     | Lazio - Paniōnios       | 3-0       | D. Stanković, Nedvěd, De la Peña                | 20.488     |
| Semifinali Andata            | 8 aprile 1999     | Lokomotiv Mosca - Lazio | 1-1       | Bokšić                                          | 20.000     |
| Semifinali Ritorno           | 22 aprile 1999    | Lazio - Lokomotiv Mosca | 0-0       |                                                 | 32.016     |
| Finale                       | 19 maggio 1999    | Maiorca - Lazio         | 1-2       | Vieri, Nedvěd                                   | 33.021     |

### Coppa UEFA/UEFA Europa League

#### 1973-74
| Turno                           | Data              | Partita              | Risultato | Marcatori                                           | Spettatori  |
| ------------------------------- | ----------------- | -------------------- | --------- | --------------------------------------------------- | ----------- |
| Trentaduesimi di finale Andata  | 19 settembre 1973 | Lazio - Sion         | 3-0       | Chinaglia, Chinaglia (rig), Chinaglia (rig)         | 35.000      |
| Trentaduesimi di finale Ritorno | 3 ottobre 1973    | Sion - Lazio         | 3-1       | Garlaschelli                                        |             |
| Sedicesimi di finale Andata     | 24 ottobre 1973   | Ipswich Town - Lazio | 4-0       |                                                     | 28.000 c.a. |
| Sedicesimi di finale Ritorno    | 7 novembre 1973   | Lazio - Ipswich Town | 4-2       | Garlaschelli, Chinaglia, Chinaglia (rig), Chinaglia | 45.000 c.a. |

#### 1975-76
| Turno                           | Data              | Partita             | Risultato      | Marcatori                             | Spettatori |
| ------------------------------- | ----------------- | ------------------- | -------------- | ------------------------------------- | ---------- |
| Trentaduesimi di finale Andata  | 17 settembre 1975 | Čornomorec' - Lazio | 1-0            |                                       |            |
| Trentaduesimi di finale Ritorno | 1º ottobre 1975   | Lazio - Čornomorec' | 3-0 dts        | Chinaglia (rig), Chinaglia, Chinaglia | 57.000     |
| Sedicesimi di finale Andata     | 22 ottobre 1975   | Lazio - Barcellona  | 0-3 a tavolino |                                       |            |
| Sedicesimi di finale Ritorno    | 5 novembre 1975   | Barcellona - Lazio  | 4-0            |                                       | 35.000     |

#### 1977-78
| Turno                           | Data              | Partita          | Risultato | Marcatori                                                | Spettatori  |
| ------------------------------- | ----------------- | ---------------- | --------- | -------------------------------------------------------- | ----------- |
| Trentaduesimi di finale Andata  | 14 settembre 1977 | Boavista - Lazio | 1-0       |                                                          |             |
| Trentaduesimi di finale Ritorno | 28 settembre 1977 | Lazio - Boavista | 5-0       | Garlaschelli, Giordano, Garlaschelli, Giordano, Giordano | 40.000 c.a. |
| Sedicesimi di finale Andata     | 19 ottobre 1977   | Lazio - Lens     | 2-0       | Wilson, Giordano                                         |             |
| Sedicesimi di finale Ritorno    | 2 novembre 1977   | Lens - Lazio     | 6-0 dts   |                                                          | 35.000      |

#### 1993-94
| Turno                           | Data              | Partita                   | Risultato | Marcatori          | Spettatori |
| ------------------------------- | ----------------- | ------------------------- | --------- | ------------------ | ---------- |
| Trentaduesimi di finale Andata  | 15 settembre 1993 | Lazio - Lokomotiv Plovdiv | 2-0       | Casiraghi, Cravero | 48.112     |
| Trentaduesimi di finale Ritorno | 29 settembre 1993 | Lokomotiv Plovdiv - Lazio | 0-2       | Luzardi, Cravero   | 20.000     |
| Sedicesimi di finale Andata     | 20 ottobre 1993   | Lazio - Boavista          | 1-0       | Winter             | 34.250     |
| Sedicesimi di finale Ritorno    | 4 novembre 1993   | Boavista - Lazio          | 2-0       |                    | 10.000     |

#### 1994-95
| Turno                           | Data              | Partita                   | Risultato | Marcatori                               | Spettatori |
| ------------------------------- | ----------------- | ------------------------- | --------- | --------------------------------------- | ---------- |
| Trentaduesimi di finale Andata  | 13 settembre 1994 | Dinamo Minsk - Lazio      | 0-0       |                                         | 15.000     |
| Trentaduesimi di finale Ritorno | 27 settembre 1994 | Lazio - Dinamo Minsk      | 4-1       | Ostrowsky (aut), Favalli, Bokšić, Fuser | 33.850     |
| Sedicesimi di finale Andata     | 18 ottobre 1994   | Trelleborg - Lazio        | 0-0       |                                         | 7.303      |
| Sedicesimi di finale Ritorno    | 1º novembre 1994  | Lazio - Trelleborg        | 1-0       | Bokšić                                  | 36.784     |
| Ottavi di finale Andata         | 22 novembre 1994  | Trabzonspor - Lazio       | 1-2       | Rambaudi, Negro                         | 22.500     |
| Ottavi di finale Ritorno        | 6 dicembre 1994   | Lazio - Trabzonspor       | 2-1       | Cravero, Di Vaio                        | 24.887     |
| Quarti di finale Andata         | 28 febbraio 1995  | Lazio - Borussia Dortmund | 1-0       | Freund (aut)                            | 54.000     |
| Quarti di finale Ritorno        | 14 marzo 1995     | Borussia Dortmund - Lazio | 2-0       |                                         | 35.400     |

#### 1995-96
| Turno                           | Data              | Partita                 | Risultato | Marcatori                                                | Spettatori |
| ------------------------------- | ----------------- | ----------------------- | --------- | -------------------------------------------------------- | ---------- |
| Trentaduesimi di finale Andata  | 12 settembre 1995 | Lazio - Omonia          | 5-0       | Casiraghi, Casiraghi, Rambaudi, Signori (rig), Casiraghi | 30.660     |
| Trentaduesimi di finale Ritorno | 26 settembre 1995 | Omonia - Lazio          | 1-2       | Casiraghi, Di Vaio                                       | 4.400      |
| Sedicesimi di finale Andata     | 17 ottobre 1995   | Olympique Lione - Lazio | 2-1       | Winter                                                   | 29.800     |
| Sedicesimi di finale Ritorno    | 31 ottobre 1995   | Lazio - Olympique Lione | 0-2       |                                                          | 40.340     |

#### 1996-97
| Turno                           | Data              | Partita          | Risultato | Marcatori                | Spettatori |
| ------------------------------- | ----------------- | ---------------- | --------- | ------------------------ | ---------- |
| Trentaduesimi di finale Andata  | 10 settembre 1996 | Lens - Lazio     | 0-1       | Chamot                   | 18.174     |
| Trentaduesimi di finale Ritorno | 24 settembre 1996 | Lazio - Lens     | 1-1       | Fuser                    | 30.000     |
| Sedicesimi di finale Andata     | 15 ottobre 1996   | Lazio - Tenerife | 1-0       | Nedvěd                   | 40.000     |
| Sedicesimi di finale Ritorno    | 29 ottobre 1996   | Tenerife - Lazio | 5-3       | Nedvěd, Fuser, Casiraghi | 21.000     |

#### 1997-98
| Turno                           | Data              | Partita                   | Risultato | Marcatori                       | Spettatori |
| ------------------------------- | ----------------- | ------------------------- | --------- | ------------------------------- | ---------- |
| Trentaduesimi di finale Andata  | 16 settembre 1997 | Vitória Guimarães - Lazio | 0-4       | Casiraghi, Fuser, Nedvěd, Nesta | 15.000     |
| Trentaduesimi di finale Ritorno | 30 settembre 1997 | Lazio - Vitória Guimarães | 2-1       | Signori, Nedvěd                 | 10.000     |
| Sedicesimi di finale Andata     | 21 ottobre 1997   | Rotor - Lazio             | 0-0       |                                 | 25.000     |
| Sedicesimi di finale Ritorno    | 4 novembre 1997   | Lazio - Rotor             | 3-0       | Casiraghi, R. Mancini, Signori  | 30.000     |
| Ottavi di finale Andata         | 25 novembre 1997  | Rapid Vienna - Lazio      | 0-2       | Casiraghi, R. Mancini           | 35.000     |
| Ottavi di finale Ritorno        | 9 dicembre 1997   | Lazio - Rapid Vienna      | 1-0       | Venturin                        | 15.000     |
| Quarti di finale Andata         | 3 marzo 1998      | Lazio - Auxerre           | 1-0       | Casiraghi                       | 29.444     |
| Quarti di finale Ritorno        | 17 marzo 1998     | Auxerre - Lazio           | 2-2       | R. Mancini, Gottardi            | 20.000     |
| Semifinali Andata               | 31 marzo 1998     | Atlético Madrid - Lazio   | 0-1       | Jugović                         | 54.851     |
| Semifinali Ritorno              | 14 aprile 1998    | Lazio - Atlético Madrid   | 0-0       |                                 | 40.000     |
| Finale                          | 6 maggio 1998     | Lazio - Inter             | 0-3       |                                 | 44.412     |

N.B. Lazio ammessa, per coefficiente nazionale, ai trentaduesimi di finale senza dover disputare i turni preliminari.

#### 2002-03
| Turno                    | Data              | Partita                | Risultato | Marcatori                                  | Spettatori |
| ------------------------ | ----------------- | ---------------------- | --------- | ------------------------------------------ | ---------- |
| 1º turno Andata          | 19 settembre 2002 | Lazio - Skoda Xanthī   | 4-0       | C. Manfredini, C. López, S. Inzaghi, César | 13.343     |
| 1º turno Ritorno         | 3 ottobre 2002    | Skoda Xanthī - Lazio   | 0-0       |                                            | 6.000      |
| 2º turno Andata          | 31 ottobre 2002   | Lazio - Stella Rossa   | 1-0       | Fiore                                      | 16.511     |
| 2º turno Ritorno         | 14 novembre 2002  | Stella Rossa - Lazio   | 1-1       | Chiesa                                     | 55.000     |
| 3º turno Andata          | 28 novembre 2002  | Sturm Graz - Lazio     | 1-3       | Chiesa, S. Inzaghi, S. Inzaghi             | 15.375     |
| 3º turno Ritorno         | 12 dicembre 2002  | Lazio - Sturm Graz     | 0-1       |                                            | 3.958      |
| 4º turno Andata          | 20 febbraio 2003  | Lazio - Wisła Cracovia | 3-3       | Lazetić, Jop (aut), Chiesa                 | 16.004     |
| 4º turno Ritorno         | 5 marzo 2003      | Wisła Cracovia - Lazio | 1-2       | F. Couto, Chiesa                           | 15.000     |
| Quarti di finale Andata  | 13 marzo 2003     | Lazio - Beşiktaş       | 1-0       | S. Inzaghi                                 | 20.000     |
| Quarti di finale Ritorno | 20 marzo 2003     | Beşiktaş - Lazio       | 1-2       | Fiore, Castromán                           | 50.000     |
| Semifinali Andata        | 10 aprile 2003    | Porto - Lazio          | 4-1       | C. López                                   | 45.000     |
| Semifinali Ritorno       | 24 aprile 2003    | Lazio - Porto          | 0-0       |                                            | 69.873     |

#### 2004-05
| Turno                     | Data              | Partita                  | Risultato | Marcatori                 | Spettatori |
| ------------------------- | ----------------- | ------------------------ | --------- | ------------------------- | ---------- |
| 1º turno Andata           | 16 settembre 2004 | Metalurh Donec'k - Lazio | 0-3       | Rocchi, César, Pandev     | 20.000     |
| 1º turno Ritorno          | 30 settembre 2004 | Lazio - Metalurh Donec'k | 3-0       | Liverani, Muzzi, Liverani | 5.990      |
| Fase a gironi 1ª giornata | 21 ottobre 2004   | Lazio - Villarreal       | 1-1       | Rocchi                    | 12.195     |
| Fase a gironi 2ª giornata | 4 novembre 2004   | Middlesbrough - Lazio    | 2-0       |                           | 33.991     |
| Fase a gironi 3ª giornata | 25 novembre 2004  | Lazio - Partizan         | 2-2       | Di Canio, S. Inzaghi      | 11.500     |
| Fase a gironi 4ª giornata | 2 dicembre 2004   | Egaleo - Lazio           | 2-2       | Muzzi, Muzzi              | 9 000      |

#### 2009-10
| Turno                     | Data              | Partita              | Risultato | Marcatori                         | Spettatori |
| ------------------------- | ----------------- | -------------------- | --------- | --------------------------------- | ---------- |
| Play-off Andata           | 20 agosto 2009    | Lazio - Elfsborg     | 3-0       | Kolarov, Zárate, Mauri            | 18.000     |
| Play-off Ritorno          | 27 agosto 2009    | Elfsborg - Lazio     | 1-0       |                                   | 13.000     |
| Fase a gironi 1ª giornata | 17 settembre 2009 | Lazio - Salisburgo   | 1-2       | Foggia                            | 25.000     |
| Fase a gironi 2ª giornata | 1º ottobre 2009   | Levski Sofia - Lazio | 0-4       | Matuzalém, Zárate, Meghni, Rocchi | 15.000     |
| Fase a gironi 3ª giornata | 22 ottobre 2009   | Lazio - Villarreal   | 2-1       | Zárate, Rocchi                    | 20.000     |
| Fase a gironi 4ª giornata | 5 novembre 2009   | Villarreal - Lazio   | 4-1       | Zárate                            | 22.000     |
| Fase a gironi 5ª giornata | 2 dicembre 2009   | Salisburgo - Lazio   | 2-1       | Foggia                            | 23.600     |
| Fase a gironi 6ª giornata | 17 dicembre 2009  | Lazio - Levski Sofia | 0-1       |                                   | 1.500      |

#### 2011-12
| Turno                        | Data              | Partita                  | Risultato | Marcatori                                    | Spettatori |
| ---------------------------- | ----------------- | ------------------------ | --------- | -------------------------------------------- | ---------- |
| Play-off Andata              | 18 agosto 2011    | Lazio - Rabotnički       | 6-0       | Hernanes, Mauri, Cissé, Cissé, Rocchi, Klose | 25.000     |
| Play-off Ritorno             | 25 agosto 2011    | Rabotnički - Lazio       | 1-3       | Rocchi, Hernanes, Rocchi                     | 5.000      |
| Fase a gironi 1ª giornata    | 15 settembre 2011 | Lazio - Vaslui           | 2-2       | Cissé, Sculli                                | 12.000     |
| Fase a gironi 2ª giornata    | 29 settembre 2011 | Sporting Lisbona - Lazio | 2-1       | Klose                                        | 33.725     |
| Fase a gironi 3ª giornata    | 20 ottobre 2011   | Zurigo - Lazio           | 1-1       | Sculli                                       | 10.800     |
| Fase a gironi 4ª giornata    | 3 novembre 2011   | Lazio - Zurigo           | 1-0       | Brocchi                                      | 13.414     |
| Fase a gironi 5ª giornata    | 1º dicembre 2011  | Vaslui - Lazio           | 0-0       |                                              | 15.000     |
| Fase a gironi 6ª giornata    | 14 dicembre 2011  | Lazio - Sporting Lisbona | 2-0       | Kozák, Sculli                                | 8.295      |
| Sedicesimi di finale Andata  | 16 febbraio 2012  | Lazio - Atlético Madrid  | 1-3       | Klose                                        | 30.000     |
| Sedicesimi di finale Ritorno | 23 febbraio 2012  | Atlético Madrid - Lazio  | 1-0       |                                              | 35.000     |

#### 2012-13
| Turno                        | Data              | Partita                     | Risultato | Marcatori                       | Spettatori     |
| ---------------------------- | ----------------- | --------------------------- | --------- | ------------------------------- | -------------- |
| Play-off Andata              | 23 agosto 2012    | Mura 05 - Lazio             | 0-2       | Hernanes, Klose                 | 4.200          |
| Play-off Ritorno             | 30 agosto 2012    | Lazio - Mura 05             | 3-1       | Kozák, Zárate, Kozák            | 12.138         |
| Fase a gironi 1ª giornata    | 20 settembre 2012 | Tottenham - Lazio           | 0-0       |                                 | 25.053         |
| Fase a gironi 2ª giornata    | 4 ottobre 2012    | Lazio - Maribor             | 1-0       | Ederson                         | 9.994          |
| Fase a gironi 3ª giornata    | 25 ottobre 2012   | Panathīnaïkos - Lazio       | 1-1       | Seitaridis (aut)                | 13.008         |
| Fase a gironi 4ª giornata    | 8 novembre 2012   | Lazio - Panathīnaïkos       | 3-0       | Kozák, Kozák, Floccari          | 9.068          |
| Fase a gironi 5ª giornata    | 22 novembre 2012  | Lazio - Tottenham           | 0-0       |                                 | 23.318         |
| Fase a gironi 6ª giornata    | 6 dicembre 2012   | Maribor - Lazio             | 1-4       | Kozák, Radu, Floccari, Floccari | 10.300         |
| Sedicesimi di finale Andata  | 14 febbraio 2013  | Borussia M'gladbach - Lazio | 3-3       | Floccari, Kozák, Kozák          | 46.279         |
| Sedicesimi di finale Ritorno | 21 febbraio 2013  | Lazio - Borussia M'gladbach | 2-0       | Candreva, Á. González           | 27.174         |
| Ottavi di finale Andata      | 7 marzo 2013      | Stoccarda - Lazio           | 0-2       | Ederson, Onazi                  | 28.750         |
| Ottavi di finale Ritorno     | 14 marzo 2013     | Lazio - Stoccarda           | 3-1       | Kozák, Kozák, Kozák             | A porte chiuse |
| Quarti di finale Andata      | 4 aprile 2013     | Fenerbahçe - Lazio          | 2-0       |                                 | 43.629         |
| Quarti di finale Ritorno     | 11 aprile 2013    | Lazio - Fenerbahçe          | 1-1       | Lulić                           | A porte chiuse |

#### 2013-14
| Turno                        | Data              | Partita                  | Risultato | Marcatori                 | Spettatori |
| ---------------------------- | ----------------- | ------------------------ | --------- | ------------------------- | ---------- |
| Fase a gironi 1ª giornata    | 19 settembre 2013 | Lazio - Legia Varsavia   | 1-0       | Hernanes                  | 12.000     |
| Fase a gironi 2ª giornata    | 3 ottobre 2013    | Trabzonspor - Lazio      | 3-3       | Onazi, Floccari, Floccari | 24.169     |
| Fase a gironi 3ª giornata    | 24 ottobre 2013   | Apollōn Limassol - Lazio | 0-0       |                           | 8.943      |
| Fase a gironi 4ª giornata    | 7 novembre 2013   | Lazio - Apollōn Limassol | 2-1       | Floccari, Floccari        | 6.500      |
| Fase a gironi 5ª giornata    | 28 novembre 2013  | Legia Varsavia - Lazio   | 0-2       | Perea, Anderson           | 12.000     |
| Fase a gironi 6ª giornata    | 12 dicembre 2013  | Lazio - Trabzonspor      | 0-0       |                           | 7.732      |
| Sedicesimi di finale Andata  | 20 febbraio 2014  | Lazio - Ludogorec        | 0-1       |                           | 7.459      |
| Sedicesimi di finale Ritorno | 27 febbraio 2014  | Ludogorec - Lazio        | 3-3       | Keita Baldé, Perea, Klose | 36.000     |

#### 2015-16
| Turno                        | Data              | Partita               | Risultato | Marcatori                    | Spettatori     |
| ---------------------------- | ----------------- | --------------------- | --------- | ---------------------------- | -------------- |
| Fase a gironi 1ª giornata    | 17 settembre 2015 | Dnipro - Lazio        | 1-1       | Milinković-Savić             | A porte chiuse |
| Fase a gironi 2ª giornata    | 1º ottobre 2015   | Lazio - Saint-Étienne | 3-2       | Onazi, Hoedt, Biglia         | 11.400         |
| Fase a gironi 3ª giornata    | 22 ottobre 2015   | Lazio - Rosenborg     | 3-1       | Matri, Anderson, Candreva    | 7.000          |
| Fase a gironi 4ª giornata    | 5 novembre 2015   | Rosenborg - Lazio     | 0-2       | Djordjevic, Djordjevic       | 16.000         |
| Fase a gironi 5ª giornata    | 26 novembre 2015  | Lazio - Dnipro        | 3-1       | Candreva, Parolo, Djordjevic | 3.058          |
| Fase a gironi 6ª giornata    | 10 dicembre 2015  | Saint-Étienne - Lazio | 1-1       | Matri                        | 30.000         |
| Sedicesimi di finale Andata  | 18 febbraio 2016  | Galatasaray - Lazio   | 1-1       | Milinković-Savić             | 33.340         |
| Sedicesimi di finale Ritorno | 25 febbraio 2016  | Lazio - Galatasaray   | 3-1       | Parolo, Anderson, Klose      | 15.000         |
| Ottavi di finale Andata      | 10 marzo 2016     | Sparta Praga - Lazio  | 1-1       | Parolo                       | 17.482         |
| Ottavi di finale Ritorno     | 17 marzo 2016     | Lazio - Sparta Praga  | 0-3       |                              | 18.827         |

#### 2017-18
| Turno                        | Data              | Partita               | Risultato | Marcatori                                      | Spettatori     |
| ---------------------------- | ----------------- | --------------------- | --------- | ---------------------------------------------- | -------------- |
| Fase a gironi 1ª giornata    | 14 settembre 2017 | Vitesse - Lazio       | 2-3       | Parolo, Immobile, Murgia                       | 20.462         |
| Fase a gironi 2ª giornata    | 28 settembre 2017 | Lazio - Zulte Waregem | 2-0       | Caicedo, Immobile                              | A porte chiuse |
| Fase a gironi 3ª giornata    | 19 ottobre 2017   | Nizza - Lazio         | 1-3       | Caicedo, Milinković-Savić, Milinković-Savić    | 21.386         |
| Fase a gironi 4ª giornata    | 2 novembre 2017   | Lazio - Nizza         | 1-0       | Le Marchand (aut)                              | 20.000         |
| Fase a gironi 5ª giornata    | 23 novembre 2017  | Lazio - Vitesse       | 1-1       | Luis Alberto                                   | 8.000          |
| Fase a gironi 6ª giornata    | 7 dicembre 2017   | Zulte Waregem - Lazio | 3-2       | Caicedo, Lucas                                 | 8.845          |
| Sedicesimi di finale Andata  | 15 febbraio 2018  | FCSB - Lazio          | 1-0       |                                                | 33.455         |
| Sedicesimi di finale Ritorno | 22 febbraio 2018  | Lazio - FCSB          | 5-1       | Immobile, Bastos, Immobile, Anderson, Immobile | 27.597         |
| Ottavi di finale Andata      | 8 marzo 2018      | Lazio - Dinamo Kiev   | 2-2       | Immobile, Anderson                             | 25.000         |
| Ottavi di finale Ritorno     | 15 marzo 2018     | Dinamo Kiev - Lazio   | 0-2       | Lucas, De Vrij                                 | 52.639         |
| Quarti di finale Andata      | 5 aprile 2018     | Lazio - Salisburgo    | 4-2       | Lulić, Parolo, Anderson, Immobile              | 42.538         |
| Quarti di finale Ritorno     | 12 aprile 2018    | Salisburgo - Lazio    | 4-1       | Immobile                                       | 29.520         |

#### 2018-19
| Turno                        | Data              | Partita                       | Risultato | Marcatori                 | Spettatori |
| ---------------------------- | ----------------- | ----------------------------- | --------- | ------------------------- | ---------- |
| Fase a gironi 1ª giornata    | 20 settembre 2018 | Lazio - Apollōn Limassol      | 2-1       | Luis Alberto, Immobile    | 11.898     |
| Fase a gironi 2ª giornata    | 4 ottobre 2018    | Eintracht Francoforte - Lazio | 4-1       | Parolo                    | 47.000     |
| Fase a gironi 3ª giornata    | 25 ottobre 2018   | Olympique Marsiglia - Lazio   | 1-3       | Wallace, Caicedo, Marušić | 31.930     |
| Fase a gironi 4ª giornata    | 8 novembre 2018   | Lazio - Olympique Marsiglia   | 2-1       | Parolo, Correa            | 14.705     |
| Fase a gironi 5ª giornata    | 29 novembre 2018  | Apollōn Limassol - Lazio      | 2-0       |                           | 1.131      |
| Fase a gironi 6ª giornata    | 13 dicembre 2018  | Lazio - Eintracht Francoforte | 1-2       | Correa                    | 18.252     |
| Sedicesimi di finale Andata  | 14 febbraio 2019  | Lazio - Siviglia              | 0-1       |                           | 19.766     |
| Sedicesimi di finale Ritorno | 20 febbraio 2019  | Siviglia - Lazio              | 2-0       |                           | 34.521     |

#### 2019-20
| Turno                     | Data              | Partita          | Risultato | Marcatori                  | Spettatori |
| ------------------------- | ----------------- | ---------------- | --------- | -------------------------- | ---------- |
| Fase a gironi 1ª giornata | 19 settembre 2019 | CFR Cluj - Lazio | 2-1       | Bastos                     | 9.222      |
| Fase a gironi 2ª giornata | 3 ottobre 2019    | Lazio - Rennes   | 2-1       | Milinković-Savić, Immobile | 13.072     |
| Fase a gironi 3ª giornata | 24 ottobre 2019   | Celtic - Lazio   | 2-1       | Lazzari                    | 60.411     |
| Fase a gironi 4ª giornata | 7 novembre 2019   | Lazio - Celtic   | 1-2       | Immobile                   | 26.155     |
| Fase a gironi 5ª giornata | 28 novembre 2019  | Lazio - CFR Cluj | 1-0       | Correa                     | 7.604      |
| Fase a gironi 6ª giornata | 12 dicembre 2019  | Rennes - Lazio   | 2-0       |                            | 25.082     |

#### 2021-22
| Turno                               | Data              | Partita                     | Risultato | Marcatori                 | Spettatori |
| ----------------------------------- | ----------------- | --------------------------- | --------- | ------------------------- | ---------- |
| Fase a gironi 1ª giornata           | 16 settembre 2021 | Galatasaray - Lazio         | 1-0       |                           | 15.353     |
| Fase a gironi 2ª giornata           | 30 settembre 2021 | Lazio - Lokomotiv Mosca     | 2-0       | Bašić, Patric             | 6.767      |
| Fase a gironi 3ª giornata           | 21 ottobre 2021   | Lazio - Olympique Marsiglia | 0-0       |                           | 8.329      |
| Fase a gironi 4ª giornata           | 4 novembre 2021   | Olympique Marsiglia - Lazio | 2-2       | Anderson, Immobile        | 59.163     |
| Fase a gironi 5ª giornata           | 25 novembre 2021  | Lokomotiv Mosca - Lazio     | 0-3       | Immobile, Immobile, Pedro | 8.100      |
| Fase a gironi 6ª giornata           | 9 dicembre 2021   | Lazio - Galatasaray         | 0-0       |                           | 13.178     |
| Fase a eliminazione diretta Andata  | 17 febbraio 2022  | Porto - Lazio               | 2-1       | Zaccagni                  | 32.929     |
| Fase a eliminazione diretta Ritorno | 24 febbraio 2022  | Lazio - Porto               | 2-2       | Immobile, Cataldi         | 24.948     |

#### 2022-23
| Turno                     | Data              | Partita             | Risultato | Marcatori                              | Spettatori |
| ------------------------- | ----------------- | ------------------- | --------- | -------------------------------------- | ---------- |
| Fase a gironi 1ª giornata | 8 settembre 2022  | Lazio - Feyenoord   | 4-2       | Luis Alberto, Anderson, Vecino, Vecino | 22.763     |
| Fase a gironi 2ª giornata | 15 settembre 2022 | Midtjylland - Lazio | 5-1       | Milinković-Savić                       | 9.052      |
| Fase a gironi 3ª giornata | 6 ottobre 2022    | Sturm Graz - Lazio  | 0-0       |                                        | 14.171     |
| Fase a gironi 4ª giornata | 13 ottobre 2022   | Lazio - Sturm Graz  | 2-2       | Immobile (rig), Pedro                  | 16.000     |
| Fase a gironi 5ª giornata | 27 ottobre 2022   | Lazio - Midtjylland | 2-1       | Milinković-Savić, Pedro                | 17.756     |
| Fase a gironi 6ª giornata | 3 novembre 2022   | Feyenoord - Lazio   | 1-0       |                                        | 43.268     |

#### 2024-25
| Turno                       | Data              | Partita                | Risultato | Marcatori                                 | Spettatori |
| --------------------------- | ----------------- | ---------------------- | --------- | ----------------------------------------- | ---------- |
| Fase campionato 1ª giornata | 25 settembre 2024 | Dinamo Kiev - Lazio    | 0-3       | Dia, Dele-Bashiru, Dia                    | 7.751      |
| Fase campionato 2ª giornata | 3 ottobre 2024    | Lazio - Nizza          | 4-1       | Pedro, Castellanos, Castellanos, Zaccagni | 27.314     |
| Fase campionato 3ª giornata | 24 ottobre 2024   | Twente - Lazio         | 0-2       | Pedro, Isaksen                            | 29.500     |
| Fase campionato 4ª giornata | 7 novembre 2024   | Lazio - Porto          | 2-1       | Romagnoli, Pedro                          | 29.576     |
| Fase campionato 5ª giornata | 28 novembre 2024  | Lazio - Ludogorec      | 0-0       |                                           | 27.259     |
| Fase campionato 6ª giornata | 12 dicembre 2024  | Ajax - Lazio           | 1-3       | Tchaouna, Dele-Bashiru, Pedro             | 50.127     |
| Fase campionato 7ª giornata | 23 gennaio 2025   | Lazio - Real Sociedad  | 3-1       | Gila, Zaccagni, Castellanos               | 32.635     |
| Fase campionato 8ª giornata | 30 gennaio 2025   | Braga - Lazio          | 1-0       |                                           | 10.438     |
| Ottavi di finale Andata     | 6 marzo 2025      | Viktoria Plzeň - Lazio | 1-2       | Romagnoli, Isaksen                        | 11.236     |
| Ottavi di finale Ritorno    | 13 marzo 2025     | Lazio - Viktoria Plzeň | 1-1       | Romagnoli                                 | 39.547     |
| Quarti di finale Andata     | 10 aprile 2025    | Bodø/Glimt - Lazio     | 2-0       |                                           | 8.124      |
| Quarti di finale Ritorno    | 17 aprile 2025    | Lazio - Bodø/Glimt     | 3-1 dts   | Castellanos, Noslin, Dia                  | 54.873     |

### UEFA Europa Conference League

#### 2022-23
| Turno                               | Data             | Partita            | Risultato | Marcatori | Spettatori |
| ----------------------------------- | ---------------- | ------------------ | --------- | --------- | ---------- |
| Fase a eliminazione diretta Andata  | 16 febbraio 2023 | Lazio - CFR Cluj   | 1-0       | Immobile  | 11.690     |
| Fase a eliminazione diretta Ritorno | 23 febbraio 2023 | CFR Cluj - Lazio   | 0-0       |           | 15.955     |
| Ottavi di finale Andata             | 7 marzo 2023     | Lazio - AZ Alkmaar | 1-2       | Pedro     | 19.584     |
| Ottavi di finale Ritorno            | 16 marzo 2023    | AZ Alkmaar - Lazio | 2-1       | Anderson  | 18.500     |

### Coppa Intertoto UEFA

#### 2005
| Turno              | Data           | Partita                     | Risultato | Marcatori                 | Spettatori     |
| ------------------ | -------------- | --------------------------- | --------- | ------------------------- | -------------- |
| 3º turno Andata    | 17 luglio 2005 | Lazio - Tampere Utd         | 3-0       | Belleri, Rocchi, Di Canio | A porte chiuse |
| 3º turno Ritorno   | 23 luglio 2005 | Tampere Utd - Lazio         | 1-1       | Muzzi                     | 8.000          |
| Semifinali Andata  | 27 luglio 2005 | Lazio - Olympique Marsiglia | 1-1       | Di Canio                  | 20.000 c.a.    |
| Semifinali Ritorno | 3 agosto 2005  | Olympique Marsiglia - Lazio | 3-0       |                           | 45.000 c.a.    |

### Supercoppa UEFA

#### 1999
| Turno  | Data           | Partita                | Risultato | Marcatori | Spettatori |
| ------ | -------------- | ---------------------- | --------- | --------- | ---------- |
| Finale | 27 agosto 1999 | Manchester Utd - Lazio | 0-1       | Salas     | 14.461     |

### Coppa delle Fiere

#### 1970-71
| Turno                           | Data              | Partita         | Risultato | Marcatori                  | Spettatori  |
| ------------------------------- | ----------------- | --------------- | --------- | -------------------------- | ----------- |
| Trentaduesimi di finale Andata  | 16 settembre 1970 | Lazio - Arsenal | 2-2       | Chinaglia, Chinaglia (rig) | 45.000 c.a. |
| Trentaduesimi di finale Ritorno | 23 settembre 1970 | Arsenal - Lazio | 2-0       |                            | 45.000 c.a. |

### Coppa Mitropa

#### (Coppa dell'Europa Centrale)

##### 1937
| Turno                    | Data              | Partita              | Risultato | Marcatori                                     | Spettatori |
| ------------------------ | ----------------- | -------------------- | --------- | --------------------------------------------- | ---------- |
| Ottavi di finale Andata  | 13 giugno 1936    | MTK Budapest - Lazio | 1-1       | Piola                                         | 8.000      |
| Ottavi di finale Ritorno | 26 giugno 1960    | Lazio - MTK Budapest | 3-2       | Piola, Piola, Costa                           |            |
| Quarti di finale Andata  | 4 luglio 1937     | Lazio - Grasshoppers | 6-1       | Busani, Marchini, Piola, Busani, Piola, Piola | 6.000      |
| Quarti di finale Ritorno | 11 luglio 1937    | Grasshoppers - Lazio | 3-2       | Marchini, Piola                               | 8.000      |
| Finale Andata            | 12 settembre 1937 | Ferencváros - Lazio  | 4-2       | Busani, Piola                                 |            |
| Finale Ritorno           | 24 ottobre 1937   | Lazio - Ferencváros  | 4-5       | Costa, Piola, Piola, B. Camolese              | 12.000     |

N.B. Lazio ammessa direttamente alla finale per squalifica di Genoa ed Admira.

#### (Zentropa Cup)

##### 1951
| Turno                | Data          | Partita                 | Risultato | Marcatori | Spettatori  |
| -------------------- | ------------- | ----------------------- | --------- | --------- | ----------- |
| Semifinale           | 3 luglio 1951 | Rapid Vienna - Lazio    | 5-0       |           | 25.000 c.a. |
| Finale 3º e 4º posto | 5 luglio 1951 | Dinamo Zagabria - Lazio | 2-0       |           | 3.000 c.a.  |

#### 1966-67
| Turno                        | Data             | Partita                | Risultato | Marcatori                        | Spettatori  |
| ---------------------------- | ---------------- | ---------------------- | --------- | -------------------------------- | ----------- |
| Sedicesimi di finale Andata  | 9 novembre 1966  | Lazio - Stella Rossa   | 3-0       | Markovic (aut), Bagatti, Bagatti | 10.000 c.a. |
| Sedicesimi di finale Ritorno | 30 novembre 1966 | Stella Rossa - Lazio   | 2-1       | D'Amato                          | 22.000 c.a. |
| Quarti di finale Andata      | 22 marzo 1967    | Lazio - Spartak Trnava | 1-1       | Bagatti                          | 5.000 c.a.  |
| Quarti di finale Ritorno     | 30 marzo 1967    | Spartak Trnava - Lazio | 1-0       |                                  | 30.000 c.a. |

#### 1969-70
| Turno                        | Data             | Partita        | Risultato | Marcatori | Spettatori  |
| ---------------------------- | ---------------- | -------------- | --------- | --------- | ----------- |
| Sedicesimi di finale Andata  | 30 ottobre 1969  | Honvéd - Lazio | 1-1       | Chinaglia | 10.000 c.a. |
| Sedicesimi di finale Ritorno | 26 novembre 1969 | Lazio - Honvéd | 1-2       | Chinaglia | 13.000 c.a. |

### Coppa delle Alpi

#### 1961
| Turno               | Data           | Partita              | Risultato | Marcatori                                        | Spettatori  |
| ------------------- | -------------- | -------------------- | --------- | ------------------------------------------------ | ----------- |
| Turno unico Andata  | 25 giugno 1961 | Grasshoppers - Lazio | 0-5       | Bizzarri, Prini, Bizzarri, Prini (rig), Franzini | 4.000       |
| Turno unico Ritorno | 2 luglio 1961  | Lazio - Grasshoppers | 3-3       | Longoni, Morrone, Longoni                        | 10.000 c.a. |

#### 1970
| Turno                     | Data           | Partita            | Risultato | Marcatori                  | Spettatori |
| ------------------------- | -------------- | ------------------ | --------- | -------------------------- | ---------- |
| Fase a gruppi 1ª giornata | 6 giugno 1970  | Lazio - Lugano     | 3-3       | Facco, Chinaglia, Massa    |            |
| Fase a gruppi 2ª giornata | 9 giugno 1970  | Young Boys - Lazio | 0-2       | Ghio, Chinaglia            | 3.000 c.a. |
| Fase a gruppi 3ª giornata | 13 giugno 1970 | Zurigo - Lazio     | 0-3       | Ghio, Chinaglia, Chinaglia | 2.000 c.a. |
| Fase a gruppi 4ª giornata | 16 giugno 1970 | Basilea - Lazio    | 3-2       | Chinaglia, Chinaglia (rig) |            |

#### 1971
| Turno                     | Data           | Partita            | Risultato | Marcatori                                      | Spettatori |
| ------------------------- | -------------- | ------------------ | --------- | ---------------------------------------------- | ---------- |
| Fase a gruppi 1ª giornata | 12 giugno 1971 | Lazio - Lugano     | 4-0       | Manservisi, Chinaglia, Coduri (aut), Chinaglia | 8.000 c.a. |
| Fase a gruppi 2ª giornata | 16 giugno 1971 | Lazio - Winterthur | 4-1       | Chinaglia, Chinaglia, Chinaglia, F. Mazzola    | 9.000 c.a. |
| Fase a gruppi 3ª giornata | 19 giugno 1971 | Lugano - Lazio     | 2-2       | Fortunato, Chinaglia                           | 3.000 c.a. |
| Fase a gruppi 4ª giornata | 22 giugno 1971 | Winterthur - Lazio | 2-5       | Manservisi, Facco, Fava, Dolso, Morrone        | 5.000      |
| Finale                    | 25 giugno 1971 | Basilea - Lazio    | 1-3       | Manservisi, Chinaglia, Chinaglia (rig)         |            |

### Coppa Anglo-Italiana

#### 1970
| Turno                     | Data           | Partita               | Risultato | Marcatori        | Spettatori  |
| ------------------------- | -------------- | --------------------- | --------- | ---------------- | ----------- |
| Fase a gruppi 1ª giornata | 1º maggio 1970 | Sunderland - Lazio    | 3-1       | Ghio             | 5.000 c.a.  |
| Fase a gruppi 2ª giornata | 9 maggio 1970  | Wolverhampton - Lazio | 1-0       |                  |             |
| Fase a gruppi 3ª giornata | 17 maggio 1970 | Lazio - Sunderland    | 2-1       | F. Mazzola, Ghio | 15.400      |
| Fase a gruppi 4ª giornata | 21 maggio 1970 | Lazio - Wolverhampton | 2-0       | Ghio, Ghio       | 30.000 c.a. |

#### 1973
| Turno                     | Data             | Partita                | Risultato | Marcatori              | Spettatori |
| ------------------------- | ---------------- | ---------------------- | --------- | ---------------------- | ---------- |
| Fase a gruppi 1ª giornata | 21 febbraio 1973 | Hull City - Lazio      | 2-1       | La Rosa                | 7.425      |
| Fase a gruppi 2ª giornata | 21 marzo 1973    | Lazio - Manchester Utd | 0-0       |                        | 30.000     |
| Fase a gruppi 3ª giornata | 4 aprile 1973    | Crystal Palace - Lazio | 3-1       | Chinaglia              |            |
| Fase a gruppi 4ª giornata | 2 maggio 1973    | Lazio - Luton Town     | 2-2       | Chinaglia, Cinquepalmi | 4.200      |

### Coppa Latina

#### 1950
| Turno                | Data           | Partita                 | Risultato | Marcatori      | Spettatori |
| -------------------- | -------------- | ----------------------- | --------- | -------------- | ---------- |
| Semifinale           | 10 giugno 1950 | Benfica - Lazio         | 3-0       |                |            |
| Finale 3º e 4º posto | 11 giugno 1950 | Atlético Madrid - Lazio | 3-1       | Sentimenti III |            |

### Coppa dell'Amicizia

#### 1960
| Turno               | Data           | Partita       | Risultato | Marcatori                            | Spettatori |
| ------------------- | -------------- | ------------- | --------- | ------------------------------------ | ---------- |
| Turno unico Andata  | 12 giugno 1960 | Lazio - Sedan | 3-1       | Mattei, Carradori, Bizzarri          | 10.000     |
| Turno unico Ritorno | 26 giugno 1960 | Sedan - Lazio | 2-4       | Visentin, Mattei, Visentin, Visentin | 5.000 c.a. |

### Coppa d'Estate

#### 1978
| Turno                     | Data           | Partita                  | Risultato | Marcatori                            | Spettatori |
| ------------------------- | -------------- | ------------------------ | --------- | ------------------------------------ | ---------- |
| Fase a gruppi 1ª giornata | 10 maggio 1978 | Lazio - Nantes           | 2-1       | Giordano, Giordano                   | 1.500 c.a. |
| Fase a gruppi 2ª giornata | 13 maggio 1978 | Sparta Rotterdam - Lazio | 1-2       | Giordano, Giordano                   |            |
| Fase a gruppi 3ª giornata | 16 maggio 1978 | Lazio - Beerschot        | 2-3       | De Stefanis, Giordano                |            |
| Fase a gruppi 4ª giornata | 21 maggio 1978 | Lazio - Sparta Rotterdam | 3-2       | Giordano, Garlaschelli, Garlaschelli |            |
| Fase a gruppi 5ª giornata | 24 maggio 1978 | Nantes - Lazio           | 1-2       | Garlaschelli, Badiani                |            |
| Fase a gruppi 6ª giornata | 27 maggio 1978 | Beerschot - Lazio        | 2-2       | Giordano, Giordano                   |            |

## Palmarès internazionale

### Competizioni UEFA
Coppa delle Coppe: 1 
- 1998-99

 Supercoppa UEFA: 1 
- 1999

### Competizioni non riconosciute dalla UEFA
Coppa delle Alpi 1
- 1971

## Statistiche e record

### Consuntivo delle gare disputate
Dati aggiornati al 17 aprile 2025.

PAR = partecipazioni alla competizione; G = partite giocate; V = vittorie; N = pareggi; P = sconfitte; F = Goal segnati; S = Goal subiti 
| Competizione                  | PAR | G   | V   | N  | P  | F   | S   | Miglior risultato                                                      |
| ----------------------------- | --- | --- | --- | -- | -- | --- | --- | ---------------------------------------------------------------------- |
| UEFA Champions League         | 8   | 68  | 28  | 17 | 23 | 100 | 86  | Quarti di finale (1999-00)                                             |
| Coppa delle Coppe UEFA        | 1   | 9   | 4   | 5  | 0  | 16  | 7   | Campione (1998-99)                                                     |
| Coppa UEFA                    | 10  | 62  | 32  | 14 | 16 | 92  | 67  | Finale (1997-98)                                                       |
| UEFA Europa League            | 11  | 101 | 47  | 25 | 29 | 166 | 119 | Quarti di finale (2012-13, 2017-18 e 2024-25)                          |
| UEFA Europa Conference League | 1   | 4   | 1   | 1  | 2  | 3   | 4   | Ottavi di finale (2022-23)                                             |
| Coppa Intertoto UEFA          | 1   | 4   | 1   | 2  | 1  | 5   | 5   | Semifinali (2005)                                                      |
| Supercoppa UEFA               | 1   | 1   | 1   | 0  | 0  | 1   | 0   | Campione (1999)                                                        |
| Totale competizioni UEFA      | 33  | 249 | 114 | 64 | 71 | 383 | 289 |                                                                        |
| Coppa delle Fiere             | 1   | 2   | 0   | 1  | 1  | 2   | 4   | Trentaduesimi di finale (1971)                                         |
| Coppa Mitropa                 | 4   | 14  | 3   | 3  | 8  | 25  | 30  | Finali (1937)                                                          |
| Coppa delle Alpi              | 3   | 11  | 7   | 3  | 1  | 36  | 15  | Campione (come componente selezione italiana) (1961) - Campione (1971) |
| Coppa Anglo-Italiana          | 2   | 8   | 2   | 2  | 4  | 9   | 12  | Fase a gruppi (1970 e 1973)                                            |
| Coppa Latina                  | 1   | 2   | 0   | 0  | 2  | 1   | 6   | Semifinale (1950)                                                      |
| Coppa dell'Amicizia           | 1   | 2   | 2   | 0  | 0  | 7   | 3   | Campione (come componente selezione italiana) (1960)                   |
| Coppa d'Estate                | 1   | 6   | 4   | 1  | 1  | 13  | 10  | Fase a gruppi (1978)                                                   |
| Totale                        | 46  | 294 | 132 | 74 | 88 | 477 | 369 |                                                                        |

### Record di squadra
| Record in tutte le competizioni europee - Vittoria più larga Lazio-Rabotnicki 6-0 (Europa League 2011-12) Lazio-Grasshoppers 6-1 (Coppa dell'Europa Centrale 1937) - Vittoria più larga in trasferta Grasshoppers-Lazio 0-5 (Coppa delle Alpi 1961) - Sconfitta più larga Lens-Lazio 6-0 dts (Coppa UEFA 1977/78) - Sconfitta più larga in casa Lazio-Chelsea 0-4 (Champions League 2003/04) | Record in competizioni UEFA - Vittoria più larga Lazio-Rabotnicki 6-0 (Europa League 2011-12) Lazio-Boavista 5-0 (Coppa UEFA 1977/78) Lazio-Omonia 5-0 (Coppa UEFA 1995/96) - Vittoria più larga in trasferta Vitória Guimarães-Lazio 0-4 (Coppa UEFA 1997/98) Panionios-Lazio 0-4 (Coppa delle Coppe 1998/99) Maribor-Lazio 0-4 (Champions League 1999/00) Levski Sofia-Lazio 0-4 (Europa League 2009/10) - Sconfitta più larga Lens-Lazio 6-0 dts (Coppa UEFA 1977/78) - Sconfitta più larga in casa Lazio-Chelsea 0-4 (Champions League 2003/04) |

### Record di giocatori
| Presenze in Competizioni UEFA 1. Paolo Negro: 64 2. Senad Lulić: 58 Luca Marchegiani: 58 3. Giuseppe Favalli: 57 4. Adam Marušić: 51 5. Sergej Milinković-Savić: 49 Giuseppe Pancaro: 49 Ștefan Radu: 49 6. Dejan Stanković: 48 7. Felipe Anderson: 47 Luis Alberto: 47 8. Fernando Couto: 46 9. Pavel Nedvěd: 45 Alessandro Nesta: 45 10. Ciro Immobile: 44      | Goleador in Competizioni UEFA 1. Ciro Immobile: 26 2. Simone Inzaghi: 20 3. Pavel Nedvěd: 12 Tommaso Rocchi: 12 4. Libor Kozák: 11 5. Pierluigi Casiraghi: 10 Pedro: 10 6. Felipe Anderson: 9 Giorgio Chinaglia: 9 Claudio López: 9 Marco Parolo: 9 Marcelo Salas: 9 7. Sergio Floccari: 8 8. Sergej Milinković-Savić: 7 Dejan Stanković: 7 9. Joaquín Correa: 6 Stefano Fiore: 6 Miroslav Klose: 6 Siniša Mihajlović: 6 Goran Pandev: 6 10. Felipe Caicedo: 5 Hernán Crespo: 5 Roberto Muzzi: 5 Mauro Zárate: 5                |
| Presenze in tutte le coppe europee 1. Paolo Negro: 64 2. Senad Lulić: 58 Luca Marchegiani: 58 3. Giuseppe Favalli: 57 4. Adam Marušić: 51 5. Sergej Milinković-Savić: 49 Giuseppe Pancaro: 49 Ștefan Radu: 49 6. Dejan Stanković: 48 7. Felipe Anderson: 47 Luis Alberto: 47 8. Fernando Couto: 46 9. Pavel Nedvěd: 45 Alessandro Nesta: 45 10. Ciro Immobile: 44 | Goleador in tutte le coppe europee 1. Giorgio Chinaglia: 29 2. Ciro Immobile: 26 3. Simone Inzaghi: 20 4. Bruno Giordano: 12 Pavel Nedvěd: 12 Tommaso Rocchi: 12 5. Libor Kozák: 11 6. Pierluigi Casiraghi: 10 Pedro: 10 Silvio Piola: 10 7. Felipe Anderson: 9 Claudio López: 9 Marco Parolo: 9 Marcelo Salas: 9 8. Sergio Floccari: 8 9. Renzo Garlaschelli: 7 Sergej Milinković-Savić: 7 Dejan Stanković: 7 10. Joaquín Correa: 6 Stefano Fiore: 6 Gian Piero Ghio: 6 Miroslav Klose: 6 Siniša Mihajlović: 6 Goran Pandev: 6 |

Dati aggiornati fino al 17 aprile 2025.

### Record di allenatori
| Panchine in Europa (Competizioni UEFA) 1. Sven-Göran Eriksson: 43 2. Simone Inzaghi: 34 3. Maurizio Sarri: 26 4. Roberto Mancini: 20 Vladimir Petković: 20 5. Zdeněk Zeman: 16 6. Marco Baroni: 12 Stefano Pioli: 12 Edoardo Reja: 12 Delio Rossi: 12 Dino Zoff: 12 7. Davide Ballardini: 8 8. Domenico Caso: 6 9. Giulio Corsini: 4 Tommaso Maestrelli: 4 Luís Vinício: 4 Alberto Zaccheroni: 4 | Panchine in tutte le coppe europee 1. Sven-Göran Eriksson: 43 2. Simone Inzaghi: 34 3. Maurizio Sarri: 26 4. Roberto Mancini: 20 Vladimir Petković: 20 5. Zdeněk Zeman: 16 6. Marco Baroni: 12 Juan Carlos Lorenzo: 12 Stefano Pioli: 12 Edoardo Reja: 12 Delio Rossi: 12 Dino Zoff: 12 7. Roberto Lovati: 11 8. Davide Ballardini: 8 Tommaso Maestrelli: 8 9. Domenico Caso: 6 József Viola: 6 10. Giulio Corsini: 4 Maino Neri: 4 Luís Vinício: 4 Alberto Zaccheroni: 4 |

Dati aggiornati fino al 1° luglio 2025.

## Partite disputate per nazione
Dati aggiornati fino al 17 aprile 2025.
| Nazione     | G   | V   | N  | P  | F   | S   | Squadre affrontate in competizioni UEFA                                                                                       | In altre competizioni                                                                           |
| ----------- | --- | --- | -- | -- | --- | --- | --- | ----------------------------------------------------------------------------------------------- |
| Austria     | 11  | 4   | 2  | 5  | 15  | 19  | Rapid Vienna - Sturm Graz - Salisburgo                                                                                        | Rapid Vienna                                                                                    |
| Belgio      | 8   | 2   | 3  | 3  | 13  | 14  | Anderlecht - Zulte Waregem - Club Bruges                                                                                      | Beerschot                                                                                       |
| Bielorussia | 2   | 1   | 1  | 0  | 4   | 1   | Dinamo Minsk |                                                                                                 |
| Bulgaria    | 7   | 3   | 2  | 2  | 11  | 5   | Lokomotiv Plovdiv - Levski Sofia - Ludogorec                                                                                  |                                                                                                 |
| Cipro       | 6   | 4   | 1  | 1  | 11  | 5   | Omonia - Apollōn Limassol |                                                                                                 |
| Croazia     | 1   | 0   | 0  | 1  | 0   | 2   | | Dinamo Zagabria                                                                                 |
| Danimarca   | 4   | 2   | 0  | 2  | 8   | 9   | Copenaghen - Midtjylland |                                                                                                 |
| Finlandia   | 2   | 1   | 1  | 0  | 4   | 1   | Tampere Utd |                                                                                                 |
| Francia     | 29  | 16  | 6  | 7  | 49  | 39  | Lens - Olympique Lione - Auxerre - Olympique Marsiglia - Nantes - Saint-Étienne - Nizza - Rennes                              | Sedan - Nantes                                                                                  |
| Germania    | 20  | 8   | 4  | 8  | 26  | 31  | Borussia Dortmund - Bayer Leverkusen - Werder Brema - Borussia M'gladbach - Stoccarda - Eintracht Francoforte - Bayern Monaco |                                                                                                 |
| Grecia      | 9   | 4   | 4  | 1  | 19  | 6   | Paniōnios - Skoda Xanthī - Egaleo - Olympiacos - Panathīnaïkos                                                                |                                                                                                 |
| Inghilterra | 24  | 5   | 8  | 11 | 23  | 38  | Ipswich Town - Manchester Utd - Chelsea - Arsenal - Leeds Utd - Middlesbrough - Tottenham                                     | Sunderland - Wolverhampton - Arsenal - Hull City - Manchester Utd - Crystal Palace - Luton Town |
| Italia      | 1   | 0   | 0  | 1  | 0   | 3   | Inter |                                                                                                 |
| Macedonia   | 2   | 2   | 0  | 0  | 9   | 1   | Rabotnički |                                                                                                 |
| Norvegia    | 4   | 3   | 0  | 1  | 8   | 4   | Rosenborg - Bodø/Glimt |                                                                                                 |
| Paesi Bassi | 16  | 8   | 2  | 6  | 25  | 21  | Feyenoord - PSV - Vitesse - AZ Alkmaar - Twente - Ajax                                                                        | Sparta Rotterdam                                                                                |
| Polonia     | 4   | 3   | 1  | 0  | 8   | 4   | Wisła Cracovia - Legia Varsavia                                                                                               |                                                                                                 |
| Portogallo  | 17  | 8   | 2  | 7  | 25  | 20  | Boavista - Vitória Guimarães - Porto - Benfica - Sporting Lisbona - Braga                                                     | Benfica                                                                                         |
| Rep. Ceca   | 8   | 3   | 3  | 2  | 10  | 9   | Sparta Praga - Viktoria Plzeň                                                                                                 |                                                                                                 |
| Romania     | 10  | 4   | 4  | 2  | 14  | 8   | Dinamo Bucarest - Vaslui - FCSB - CFR Cluj                                                                                    |                                                                                                 |
| Russia      | 8   | 4   | 4  | 0  | 13  | 3   | Lokomotiv Mosca - Rotor - Zenit San Pietroburgo                                                                               |                                                                                                 |
| Scozia      | 4   | 2   | 0  | 2  | 6   | 5   | Celtic |                                                                                                 |
| Serbia      | 7   | 3   | 3  | 1  | 11  | 7   | Partizan - Stella Rossa | Stella Rossa                                                                                    |
| Slovacchia  | 2   | 0   | 1  | 1  | 1   | 2   | | Spartak Trnava                                                                                  |
| Slovenia    | 6   | 6   | 0  | 0  | 18  | 2   | Maribor - Mura 05 |                                                                                                 |
| Spagna      | 24  | 6   | 5  | 13 | 27  | 48  | Barcellona - Tenerife - Atlético Madrid - Maiorca - Valencia - Real Madrid - Villarreal - Siviglia - Real Sociedad            | Atlético Madrid                                                                                 |
| Svezia      | 4   | 2   | 1  | 1  | 4   | 1   | Trelleborg - Elfsborg |                                                                                                 |
| Svizzera    | 19  | 10  | 6  | 3  | 53  | 26  | Sion - Losanna - Zurigo | Grasshoppers - Lugano - Young Boys - Zurigo - Basilea - Winterthur                              |
| Turchia     | 16  | 7   | 6  | 3  | 19  | 14  | Trabzonspor - Galatasaray - Beşiktaş - Fenerbahçe                                                                             |                                                                                                 |
| Ucraina     | 11  | 9   | 2  | 0  | 28  | 6   | Dinamo Kiev - Šachtar - Metalurh Donec'k - Dnipro                                                                             |                                                                                                 |
| Ungheria    | 6   | 1   | 2  | 3  | 12  | 15  | | MTK Budapest - Ferencváros - Honvéd                                                             |
| URSS        | 2   | 1   | 0  | 1  | 3   | 1   | Čornomorec' |                                                                                                 |
| Totale      | 294 | 132 | 74 | 88 | 477 | 369 | |                                                                                                 |